# Praia Micondo
A Praia Micondo é uma praia do Arquipélago de São Tomé e Príncipe, localiza-se a Este da ilha de São Tomé junto à Praia Istanga localizada na Ponta Baleia e próxima ao Monte Mário.  